# Heraclia eoa
Heraclia eoa là một loài bướm đêm trong họ Noctuidae.